# Richard Hutter
Richard Hutter (* 2. Juni 1883 in Wien, Österreich-Ungarn; † 30. März 1947 in Wycombe, Buckinghamshire, Vereinigtes Königreich) war ein österreichischer Kabarettist, Drehbuchautor und Produzent beim deutschen Stummfilm.

## Leben
Ehe er 1915 zum Film stieß, hatte Hutter als Bibliothekar bei der Wiener Handelskammer gearbeitet und ein Jurastudium absolviert. 1912 war er der erste Conférencier an der berühmten Wiener Kleinkunstbühne Simpl und war an der Seite von Fritz Grünbaum als Kabarettist und Humorist aktiv.
Inmitten des Ersten Weltkriegs verpflichtete ihn die in Berlin ansässige Produktionsfirma May-Film seines Landsmannes Joe May als Drehbuchautor. Für May verfasste Hutter in den kommenden Jahren eine Reihe von Manuskripten, darunter mehrere belanglose Kriminal- und Detektivgeschichten aber auch die Drehbücher zu den unmittelbar nach Kriegsende entstandenen Leinwandklassikern Veritas vincit und Die Herrin der Welt, letztgenannter ein überaus aufwendiger Achtteiler.
Gelegentlich war Hutter auch für Oskar Messter und die PAGU tätig. Im November 1919 gründete er die „Film für Alle!“ GmbH (1919–1932). Er produzierte jedoch nur drei Filme mit seiner patentierten Erfindung, bei der das Publikum die Handlung mitbestimmen konnte und die er deswegen 'Der gehorchende Film' nannte. 
Bereits im Laufe der fortschreitenden 1920er Jahre wurde sein Œuvre kleiner, und mit Beginn der Tonfilm-Ära war Hutter kaum mehr als Drehbuchautor aktiv. Infolge der Machtübernahme durch die Nationalsozialisten musste Hutter emigrieren und fand in Großbritannien eine neue Heimat. Hier ist er als Bearbeiter von Manuskripten zweier englischer Filme von aus Hitler-Deutschland geflohenen Juden, Friedrich Zelnik und Otto Kanturek, nachzuweisen, danach wurde der Wiener Exilant nicht mehr verpflichtet. Von der Filmbranche völlig vergessen, starb Richard Hutter 1947 in der Nähe von London.

## Filmografie (Auswahl)
- 1916: Die Stieftöchter
- 1916: Der Floh-Zirkus
- 1917: Die leere Wasserflasche
- 1917: Das Klima am Vaucourt
- 1917: Sein bester Freund
- 1918: Rotterdam-Amsterdam
- 1918: Die Fürstin von Beranien
- 1918: Die Ratte
- 1918: Diplomaten
- 1918: Das Auge des Götzen
- 1918: Veritas vincit
- 1919: Die platonische Ehe
- 1919: Fräulein Zahnarzt
- 1919: Die Pantherbraut
- 1919: Der Dolch des Malayen
- 1919: Der Amönenhof
- 1919/20: Die Herrin der Welt (8 Teile)
- 1920: Die Nebenbuhler (auch Produktion)
- 1921: Die Zauberpuppe (auch Produktion)
- 1921: Die Sängerin
- 1923: Maciste und die chinesische Truhe
- 1926: Der Sohn des Hannibal
- 1928: Eddy Polo im Wespennest
- 1931: Mal was Anderes! Der gehorchende Film (auch Produktion)
- 1935: The Student’s Romance
- 1937: The Lilac Domino